# Elyssia Kenshole
Elyssia Kenshole (* 12. August 2003) ist eine australische Leichtathletin, die sich auf den Stabhochsprung spezialisiert hat und in dieser Disziplin 2024 Ozeanienmeisterin wurde.

## Sportliche Laufbahn
Erste internationale Erfahrungen sammelte Elyssia Kenshole im Jahr 2019, als sie bei den U18-Ozeanienmeisterschaften in Townsville mit übersprungenen 3,95 m die Silbermedaille gewann. 2024 siegte sie mit 3,80 m bei den Ozeanienmeisterschaften in Suva.
In den Jahren 2019 und 2023 wurde Kenshole australische Meisterin im Stabhochsprung.